# Shinobi kenjutsu
Le shinobi kenjutsu (忍者剣術) est un art martial japonais de maîtrise du sabre (kenjutsu) ninjatō.
Contrairement à la pratique conventionnelle du kenjutsu, établie par les samouraïs, le shinobi kenjutsu s'affranchit du formalisme du bushido pour ne considérer que l'efficacité. Coups de pied, de poing, attaques au visage avec la tsuka (poignée) ou la tsuba (garde), sauts (cho yaku jutsu), dégaines (iai jutsu ou nuki ai) de la main gauche notamment (ce qui n'était pas courant pour les guerriers conventionnels), faux étuis (saya)… Tous les coups sont permis. Cependant, en dépit de l'aspect fantaisiste, il faut un excellent niveau de maîtrise du sabre pour se permettre de telles acrobaties.
En effet, le ninjatō est un sabre un peu plus court, rectiligne et plus fragile que le katana, car souvent fabriqué à partir de restes de sabres récupérés sur des lieux de batailles, par des gens ayant des possibilités et des habiletés moindres que celles des forgerons spécialisés et reconnus.
D'ailleurs, contrairement à ce que les samouraï appelaient « l'âme du guerrier », c'est-à-dire leurs armes, les pratiquants du shinobi kenjutsu considéraient leurs armes comme de simples outils sans valeur, et il n'était pas rare de voir des ninjatō brisés ou abandonnés. Leur mauvaise qualité en faisait des armes inférieures au katana, leur utilisation était donc relativement limitée aux attaques surprises ou rapprochées, plutôt qu'aux batailles rangées.
D'après d'autres sources, le ninjatō aurait été créé après la Seconde Guerre Mondiale, dans le cadre d'une propagande nationale. En effet, il est très peu certain que les ninjas aient utilisé des sabres spécialement conçus pour eux (et encore moins « par » eux). Les rares « exemples historiques » de sabres de ninjas que les partisans de la « théorie du ninjatō » ont présentés se sont révélés, en vérité, être des chokutō ou jokoto : des sabres antérieurs au katana ou tachi, datant d'avant le IXe siècle, qui n'ont rien à voir avec les ninjas et qui doivent leur forme droite à la forge de l'époque, qui n'avait pas encore créé les lames courbes qu'on connait actuellement.
De plus, les ninjas ayant besoin de se faire passer pour des gens du commun dans le but de ne pas se faire remarquer, ils adoptaient un équipement en conséquence : une faucille (kama) ou un fléau (nunchaku) s'ils devaient se faire passer pour des paysans, un katana s'ils devaient ressembler à des samouraïs, une lance pour un garde, une truelle ou un marteau pour un ouvrier du bâtiment ou encore des armes plus « ésotériques » comme une sarbacane camouflée en canne à pêche de bambou, un éventail tranchant (tessen), un stylet à lancer ou des étoiles de métal shuriken, une masse d'arme en forme de canne de marche (hanbō), etc.
Le ninjutsu se caractérise principalement par l'utilisation comme armes d'objets de la vie courante. C'est d'ailleurs un des points qui le distingue des arts martiaux conventionnels des samouraïs. Aussi, le ninjutsu prône l'utilisation de l'estoc plutôt que de la taille, si bien qu'un simple couteau, dont l'avantage par rapport à un sabre est d'être facile à fabriquer, transporter et dissimuler et dont le port est facilement justifiable si les autorités le découvrent, est largement suffisant : pour tuer un homme immédiatement avec un coup de taille, il faut le trancher en deux, profondément et largement, si bien qu'un lame d'une certaine longueur est nécessaire, alors que pour le tuer immédiatement d'un coup d'estoc, une lame de 10 cm est suffisante si on atteint la poitrine, la gorge ou la tête.
Enfin, notons que certains ninjas étaient samouraïs, par exemple le plus célèbre d'entre eux, Hanzo Hattori. Puisqu'il était samouraï, il disposait du même sabre que tout autre samouraï. Le guerrier de l'ombre habillé en noir et disposant d'un arsenal étudié spécifiquement pour ses besoins est très largement entouré de légende. En effet, la tenue noire a existé et les armes spéciales aussi, mais elles se résumaient plus à des objets semblables au kyoketsu kuge, arme blanche mi-couteau, mi-grappin, qu'à des sabres, objet longs et difficiles à produire qui n'offrent pas de supériorité particulière face à un autre sabre, surtout un sabre de samouraï qui, lui, était forgé de manière quasi-scientifique et était d'une qualité très largement supérieure à cet hypothétique sabre de ninja.